# Solomon Huwala
Dumeni Solomon "Jesus" Huwala (19 de agosto de 1935 - 11 de agosto de 2025) fue un militar namibio. 

## Biografía
Teniente general del Ejército de Namibia. Huwala fue subcomandante del Ejército Popular de Liberación de Namibia antes de la independencia. Se ganó el apodo de "Carnicero de Lubango" por presuntamente dirigir campos de detención de opositores de la SWAPO en la ciudad de Lubango, al sur de Angola, durante la Guerra de la frontera de Sudáfrica. Tras la independencia en 1990, Huwala fue nombrado comandante del Ejército de las Fuerzas de Defensa de Namibia (FDN). En 2000, sustituyó a Dimo Hamaambo al frente de la FDN. Se retiró en octubre de 2006 y fue sustituido por Martin Shalli.
Huwala falleció el 11 de agosto de 2025 a la edad de 89 años.